# Sinensétine
La sinensétine est un composé chimique rare de la famille des flavones polyméthoxylées, avec 5 groupes méthoxy (pentaméthoxyflavone) et un groupe carbonyle attaché à la base benzo-c-pyrone ou flavone. Un isomère à  poids moléculaire similaire avec un emplacement différent d'un groupe méthoxy de C6 à C8 est l'isosinensétine.
Ces polyméthoxyflavones sont mentionnées (depuis 2010 et 2012) avec un intérêt pour la santé humaine.

## Occurrence naturelle
La sinensétine a été isolée chez Orthosiphon aristatus var. aristatus (Moustache de chat) et dans l'albédo, le flavédo et la cloison centrale de divers agrumes: Citrus aurantium, Citrus paradisi, Citrus reticulata, Citrus tankan (C. reticulata x C. sinensis), Citrus keraji, Citrus sinensis (l'orange douce à qui elle doit son nom) chez qui elle participe à la résistance à Penicillium digitatum et à Phytophthora citrophthora avec des flavanones, d'autres polyméthoxyflavones et heptaméthoxyflavone. Le rendement à l'extraction chez les agrumes est de l'ordre de 2 à 6 mg par kg de fruit. La sinensetine est faiblement représentée parmi les polyméthoxyflavones de la mandarine Chachi. Les voies de synthèse des flavonoïdes chez les agrumes sont décrites (2023) ainsi que l'action de 2 gènes CitFNSII selon les variétés et le stade de développement du fruit.

## Propriétés pharmacologiques
Originairement appelées « vitamine P », les flavonoïdes hydrosolubles (rutine, hespéridine, quercétine, nobilétine, tangéritine, sinensetine, myricétine, kaempférol) étaient réputées agir sur l'intégrité des vaisseaux sanguins et avoir une action anti-inflammatoire. La sinensétine est mentionnée dans l'European pharmacopoeia (1997).
Depuis 2019 les publications académiques se sont multipliées sur le sujet du potentiel nutraceutique et d'aliments fonctionnels des déchets d'agrumes. Une étude japonaise montre que la sinensétine et de la nobilétine inhibent la prolifération de Trypanosoma brucei à l'origine de la trypanosomiase africaine et que la peau du fruit du tangor Setoka en est spécialement riche.
Des effets cardio-proctecteur, anti-inflammatoire, antiobésité, antioxydant (in vitro), et chez les PMF d'agrumes anticancéreux, chimiopréventifs, antidiabétiques, hépatoprotecteurs et neuroprotecteurs sont décrits dans les publications contemporaines, ils sont variables avec la méthode d'extraction.
La toxicité n'est pas bien connue, elle est décrite comme minimale et la plus faible de 7 flavonoïdes polyméthoxylés.